# Алзергрунд
Алзергрунд је девети округ града Беча.